# Omegna
Omegna (Omegna in piemontese AFI: /uˈmɛɲa/) è un comune italiano di 14 152 abitanti in provincia del Verbano-Cusio-Ossola in Piemonte. Rappresenta il principale centro del Cusio ed è posto all'estrema propaggine settentrionale del lago d'Orta. Parte del suo territorio (le località a nord dello Strona) appartiene alla Val Corcera.

## Storia

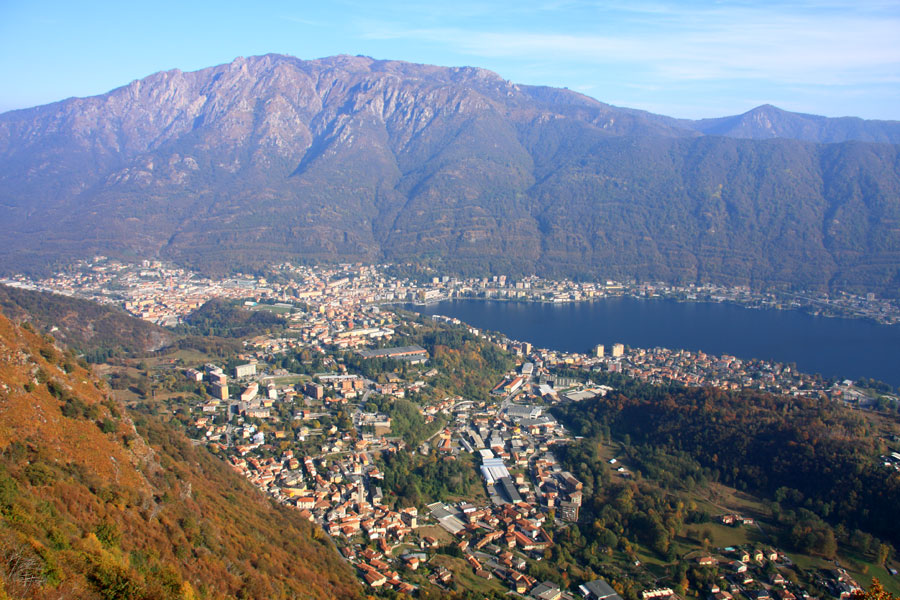
Panorama di Omegna con il Mottarone alle spalle, dalla terrazza panoramica di Quarna Sopra

### Le origini
L'insediamento antico del territorio è provato dai ritrovamenti archeologici della frazione di Cireggio dove, in località San Bernardo, si sono rinvenuti frammenti fittili e litici della tarda età del bronzo e del ferro, e del monte Zuoli, dove si è individuato un altare protostorico e un possibile scivolo rituale.
Un'ipotesi, proposta dallo storico Antonio Rusconi, vorrebbe il lago d'Orta popolato dagli Osci (nome che gli eruditi locali avevano ricavato da "Oscela", ritenuto l'antico nome dell'Ossola) di origine iberica, dal cui dialetto sarebbe derivato (da umacia = lago) il toponimo Humana-Umenia-Vemenia. Un'altra leggenda è quella che fa derivare il nome di Vemania da "Vae moenia" (Guai a voi o mura!) maledizione che Giulio Cesare avrebbe scagliato contro le formidabili mura della città. Queste e altre ipotesi (come quella sul favoloso popolo degli Usii), sono da relegare tra i miti creati da una certa erudizione, più ricca di amor di patria che di spirito critico.

### Il Medioevo e l'età moderna
Con la convenzione dell'11 agosto 1221 i nobili di Crusinallo danno Omegna ai novaresi. Nel testo si legge: "Crusinallo - loco et villa seu burgo Vemeniœ - Castrum Desideratum (il Torrione di Omegna) - la Strona - Durantinus de ripa - Gravalona - Anagueglia (Nigoglia) - locus Bagnella - Ciserim - Cocarna superiore - Cocarna inferiore (non Coquarna come nel Bescapè) - Cranna Gattugno - Bulio - Germagno - Noseto - Laurelia - Lizogno - Garnarolo."
Omegna fu investita il 22 marzo 1413 da Filippo Maria Visconti a Francesco Barbavara e passò in eredità prima ai Visconti Borromeo poi ai Borromeo Arese nel 1714 e alla famiglia rimase fino all'avvento dei giacobini francesi.

### I moti giacobini - Napoleone - l'Ottocento
Anche il novarese fu percorso dalla ventata libertaria e repubblicana conseguente alla rivoluzione francese. Nel 1796 fallì un complotto del pallanzese Azari, che intendeva sollevare la regione per farne un dipartimento autonomo. Nel 1798 il generale francese Léotaud sbarcò a Pallanza con una schiera di armati, occupò Cannobio e parte dell'Ossola; ma finì sbaragliato dalle truppe sabaude del marchese d'Oncieux tra Gravellona e Ornavasso. All'alba del 29 maggio venne fucilato a Omegna il ventenne milanese Graziano Belloni, fatto prigioniero in quel frangente. All'esordio di Napoleone il Cusio fu occupato dai francesi, poi dagli austriaci. In seguito il cantone d'Omegna, sottoposto al V distretto con sede ad Arona, fece parte del dipartimento dell'Agogna nella Repubblica Cisalpina (1800); con il regno italico voluto da Bonaparte (1805) fu sottoposto alla vice prefettura aronese. Sconfitto Napoleone, nel 1815 il congresso di Vienna sancì la restaurazione dei Savoia; gli omegnesi salutarono con gioia il ritorno di Vittorio Emanuele I.

### L'età contemporanea
Da metà Ottocento vennero impiantate in paese importanti fabbriche: la Ferriera, il Fabbricone (Angeli-Frua, Società per l'industria dei tessuti stampati S.p.A.). Agli albori del Novecento altri pionieri, come i Cane della Valle Strona, i Lagostina di Pedemonte (Gravellona Toce), trasformarono il borgo in un vivace centro industriale, incrementandone la popolazione con mano d'opera immigrata. Nel 1913 Omegna venne collegata con Pallanza da una tranvia elettrica. Nel 1928 le furono aggregati i comuni di Agrano, Cireggio, Crana Gattugno e Crusinallo; nel 1939 divenne città.
Nel corso della seconda guerra mondiale la resistenza novarese ai nazi-fascisti ebbe inizio in zona, con la figura romantica di Beltrami; proseguì nei lunghi mesi, in un avvicendamento di lutti (60 caduti compresi i civili) e di successi. Omegna fu una base della liberazione partigiana dell'Ossola nel settembre 1944. La liberazione di Omegna avvenne il 24 aprile 1945, mentre le truppe angloamericane passavano il Po, e nelle città del Nord Italia ancora occupate dalle truppe nazi-fasciste scattava l'insurrezione generale ordinata dal CLNAI. Tale data ora viene ricordata nel nome della piazza dove si trova il municipio cittadino.

## Monumenti e luoghi d'interesse

### Architetture religiose

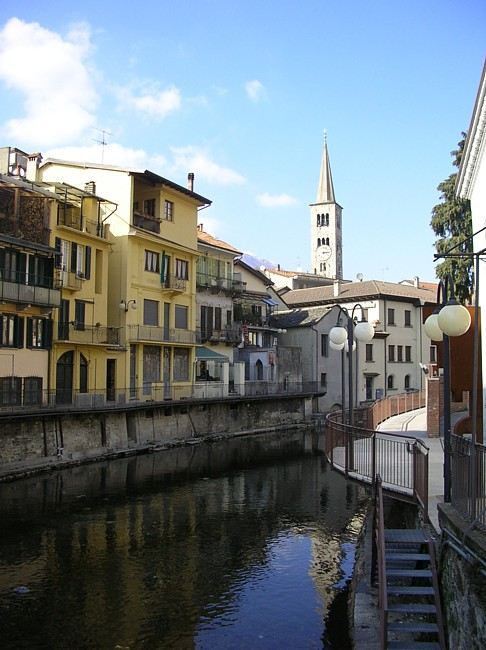
Vista del centro di Omegna

#### Chiesa di Sant'Ambrogio

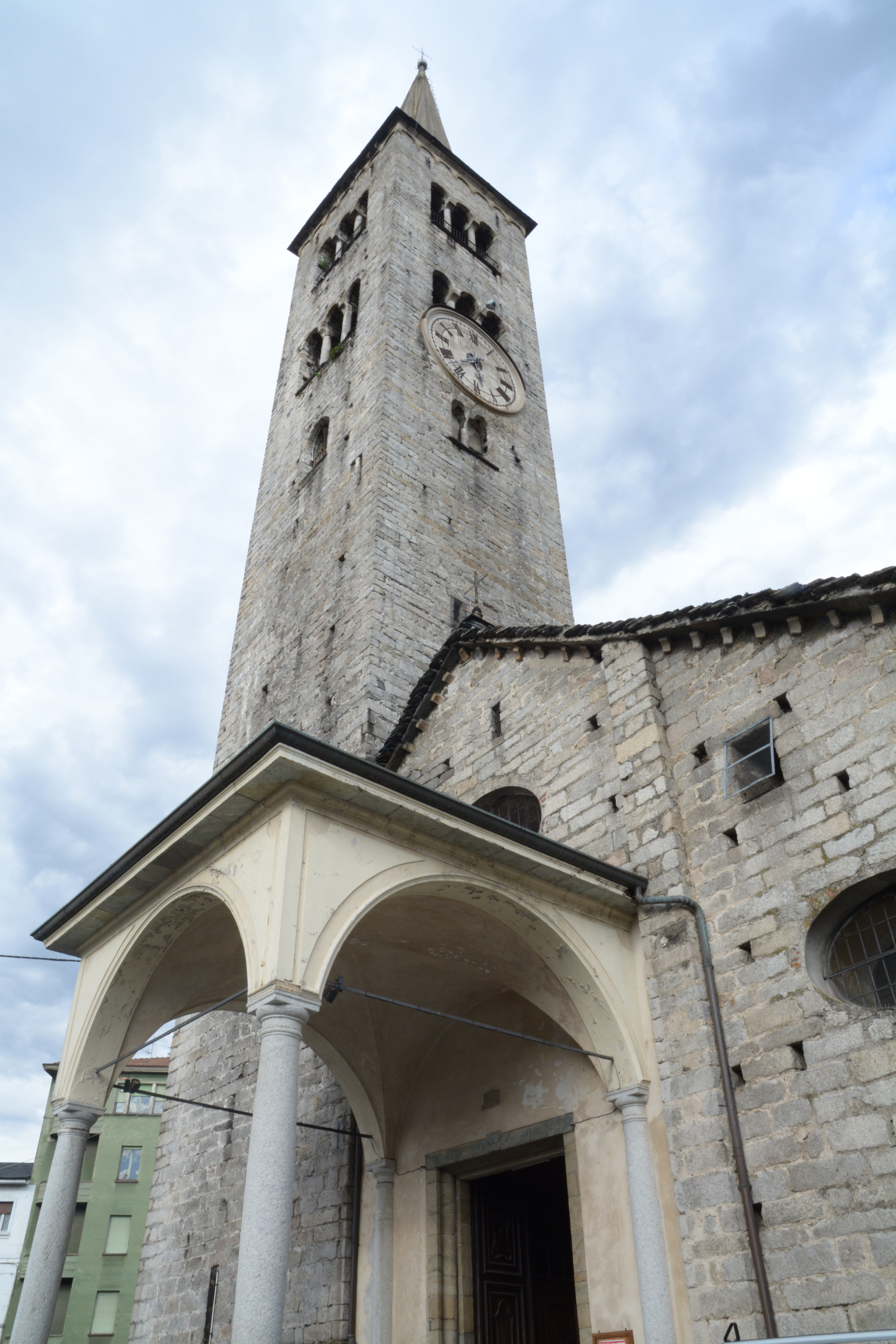
La chiesa di Sant'Ambrogio

Costruzione tardo-romanica a tre navate con cappelle laterali e ossario (trasformato in cappella della Madonna di Lourdes). Dell'edificio medioevale conserva parte del fianco meridionale, il tiburio, il campanile e la facciata. Il campanile molto alto a pianta quadrata e muratura liscia è aperto nei piani inferiori da feritoie, poi da monofore, bifore e negli ultimi due piani da trifore con colonnine in pietra e capitello a stampella, ha scala interna d'accesso ai piani ricavata nello spessore della muratura e la decorazione ad archetti pensili. L'interno della collegiata è barocco e conserva una pala d'altare dipinta da Fermo Stella da Caravaggio nel 1547 e l'urna col corpo di san Vito martire, patrono di Omegna. Di pregevole fattura anche le tele del tiburio, risalenti al XVII e al XVIII secolo. L'imponente organo della collegiata, ubicato su cantoria posta in cornu evangelii, conta 35 registri nominali distribuiti su due tastiere e pedaliera; esso è opera della ditta Scolari di Bolzano Novarese, che lo ha messo in opera nel 1913; al 1968 risale invece un ampliamento a firma dell'organaro Giuseppe Marzi, mentre nel 2004 lo strumento è stato oggetto di un restauro da parte della ditta Krengli s.n.c.di Novara.

#### Chiesa Evangelica Metodista
Si trova nel centro della città di Omegna tra la Nigoglia e la strada principale per Gravellona Toce, in via Fratelli Di Dio. È stata costruita nel 1896 grazie alla raccolta di fondi lanciata l'anno precedente dal pastore Gaspare Cavazzuti il quale si recò più volte in Svizzera e mobilitò tutte le sue conoscenze inglesi. Ma si dette molto da fare anche in zona, rivolgendosi ai numerosi stranieri che venivano a villeggiare sul lago d'Orta e sul Maggiore. Un sistema usato per contattare i possibili benefattori era quello di inviare i suoi figli lungo le principali vie di passaggio e di far loro lanciare dei volantini all'interno delle carrozze. I lavori di costruzione durarono meno di un anno e fu inaugurata il 16 maggio 1897, alla presenza del responsabile della Missione Wesleyana in Italia, Henry Piggott, e di numerose rappresentanze delle altre comunità evangeliche della zona. Si trattava di un edificio in stile neoclassico, con portale.

### Architetture civili e militari
- Il Ponte Antico, costruito nel XV secolo, è composto da due archi (uno dei quali a corda circolare e poco pronunciato) e ha una pila centrale che posa sopra un macigno nel mezzo dello Strona. Come la maggior parte dei ponti medievali esso è caratterizzato dalla struttura in salita e discesa.

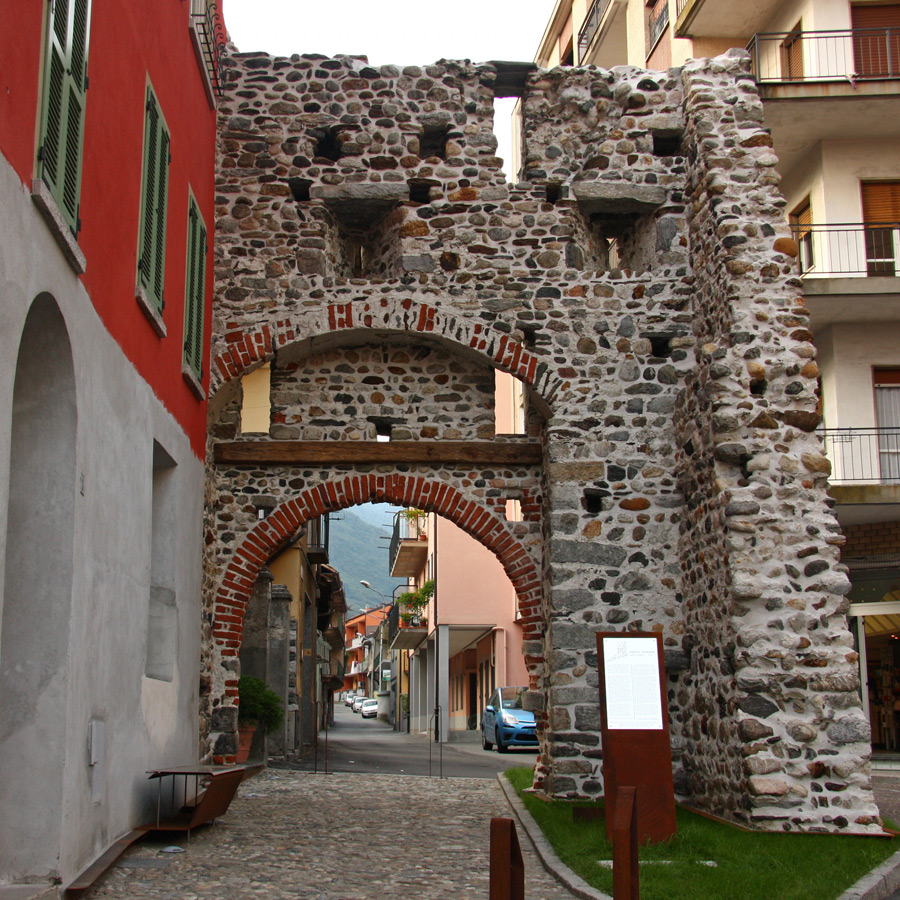
Porta Romana

- La Porta Romana o Porta della Valle, costruita intorno al XII secolo, è quanto resta delle cinque porte che conducevano in Omegna in età medievale: Maggiore, Salera, Segnara, Castello, Valle. Da questa porta partiva una strada che conduceva in Valle Strona, attraverso il Ponte Antico.[senza fonte]
- Il Villaggio operaio De Angeli Frua realizzato nei primi anni del XX secolo per l'azienda cotoniera De Angeli.[9]

### Musei
- Il Museo arti ed industria "Forum" sorge su una parte dell'area occupata dall'acciaieria Cobianchi, poi Pietra SpA. Il museo intende promuovere la ricerca sulla storia dell'industrializzazione della città di Omegna e nel Cusio. Espone la storia dell'industria del casalingo, con oggetti forniti dalle famose industrie della città (Piazza, Bialetti, Alessi, Lagostina, Girmi), che per anni è stata la capitale italiana della produzione di pentole a pressione, caffettiere, bollitori, elettrodomestici, ecc.
- Il Museo dedicato a Gianni Rodari è stato inaugurato il 16 ottobre 2021.[senza fonte]

### Parchi
- Il Parco della Fantasia è un parco a tema letterario e cinematografico che la città di Omegna ha dedicato al suo celebre concittadino Gianni Rodari.

## Società

### Evoluzione demografica
Abitanti censiti

### Tradizione e folclore

#### Festa di San Vito
Le ultime due domeniche di agosto si tiene la popolare festa in onore del santo patrono adottivo (il vero patrono è sant'Ambrogio), san Vito. Oltre al banco di beneficenza e agli spettacoli, l'attrattiva principale sono i fuochi artificiali sul lago che vedono anche la partecipazione di rappresentanze estere.

#### Lago di Note
Oltre alla festa di San Vito in agosto, dal 2004 il Comune di Omegna ha organizzato una manifestazione denominata "Caravanserraglio Omegnese" (dal 2008 "Lago di Note") e che, generalmente, si tiene nell'arco di tempo compreso tra l'ultima settimana di giugno e la fine di luglio. Ogni anno sono previsti spettacoli folkloristici, un Palio tra i rioni della città e un concorso "Omegna in Fiore" che ha l'obiettivo di abbellire la cittadina.

## Geografia antropica

### Frazioni

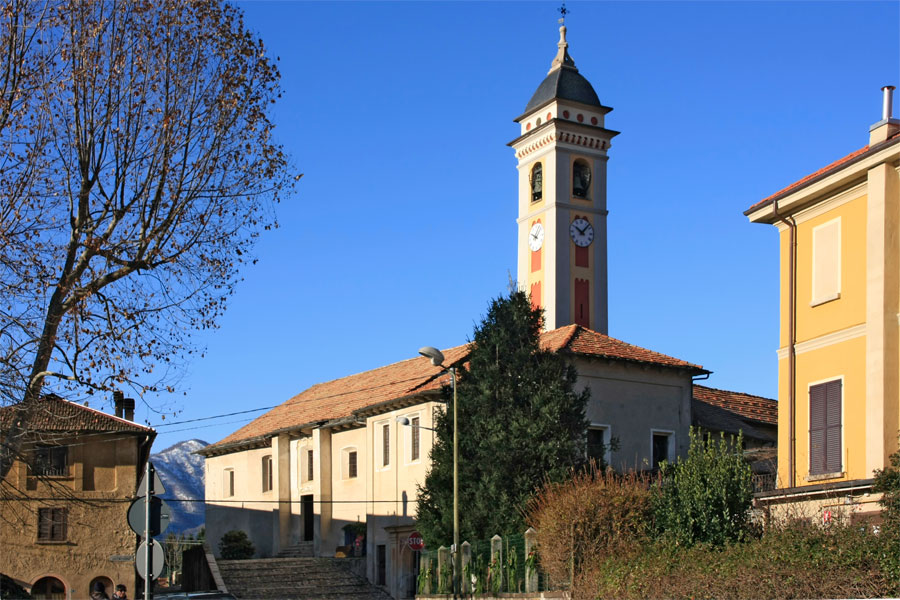
Chiesa parrocchiale di Agrano

- Agrano: comune autonomo fino al 1928, sorge sulle pendici del Mottarone a 459 metri d'altitudine. Alla fine del Settecento, fu ritrovata una mummia naturale, denominata "la morta di Agrano".
- Bagnella: località al confine con il comune di Nonio, dove hanno sede il Centro Sportivo Comunale e la spiaggia pubblica, essendo il complesso direttamente affacciato sul lago. Dal centro di Omegna è possibile raggiungere la frazione tramite una pista ciclabile/passeggiata pedonale di recente costruzione che costeggia il lago.
- Borca: località defilata, situata a sud del comune, al confine con Pettenasco.
- Canova del Vescovo: la frazione è composta da un ristretto nucleo abitativo, con una chiesetta dedicata a Sant'Antonio da Padova ed è situata al confine col comune di Germagno in Valstrona.Canova del Vescovo

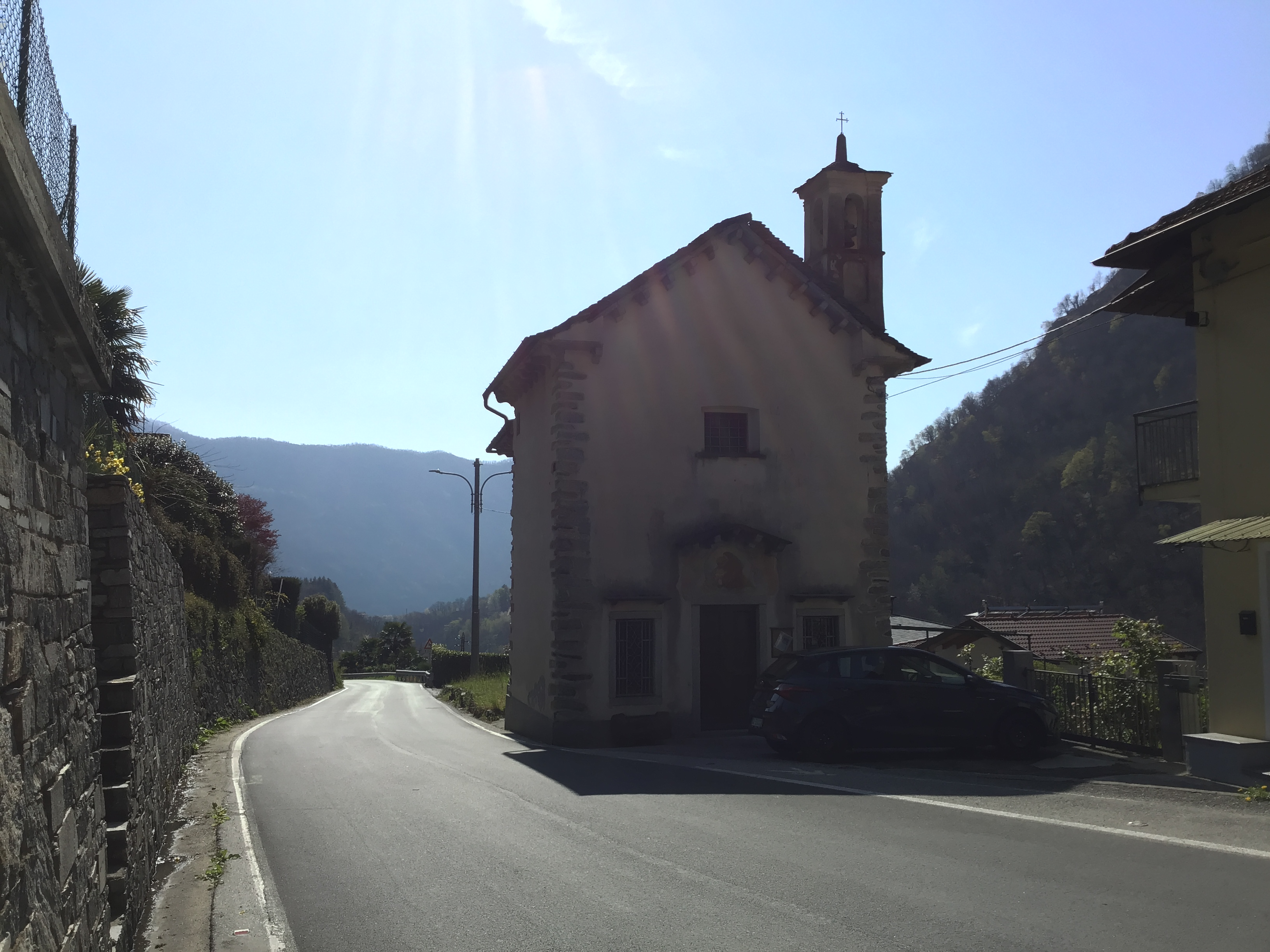
Canova del Vescovo

- Cireggio: comune autonomo fino al 1928, nel suo territorio si trovano i resti di un torrione medievale (Castrum Desiderato) e sono venuti alla luce resti databili alla media età del bronzo e dell'età del ferro. Nella ricca chiesa parrocchiale si conserva un pregevole organo Mascioni a due tastiere con 21 registri nominali, donato nel 1943 dal commendatore Giulio Stella e inaugurato dal grande organista Ulisse Matthey.[senza fonte]
- Crusinallo: comune autonomo fino al 1928, è la frazione più estesa e popolosa di Omegna, posta a nord, ai confini con Casale Corte Cerro, a ovest dello Strona. Comprende al suo interno vari rioni, quali Santa Rita, Dogna, Brughiere, Cranna sotto e Cranna sopra (San Fermo). Sul suo territorio si ergeva un castello (dopo diverse vicende ora è una chiesetta sconsacrata) dei Conti di Crusinallo dal quale era possibile controllare la pianura sottostante.
- Gattugno: comune autonomo fino al 1928, è situato al confine con Casale Corte Cerro; nella chiesa parrocchiale della Madonna della Neve si trova un pregevole organo cinquecentesco, restaurato da Marzi nel 2006.[senza fonte]
- Pescone: sorge nei pressi dell'omonimo corso d'acqua, vicino al confine con il comune di Armeno.
- Sasso Gambello: prima località che si incontra risalendo verso la Valle Strona.
- Verta: quartiere residenziale, posto a est dello Strona.

## Economia

### Artigianato
Molto rinomata è la lavorazione del peltro, finalizzata alla creazione di oggetti artistici sia antichi sia moderni.

## Infrastrutture e trasporti
Nel comune di Omegna esistono due stazioni ferroviarie sulla linea Domodossola-Novara:
- la stazione ferroviaria di Omegna, ubicata presso il centro cittadino;
- la stazione ferroviaria di Crusinallo, che sorge nella frazione omonima.

Sono servite da treni regionali svolti da Trenitalia nell'ambito del contratto di servizio stipulato con la Regione Piemonte.

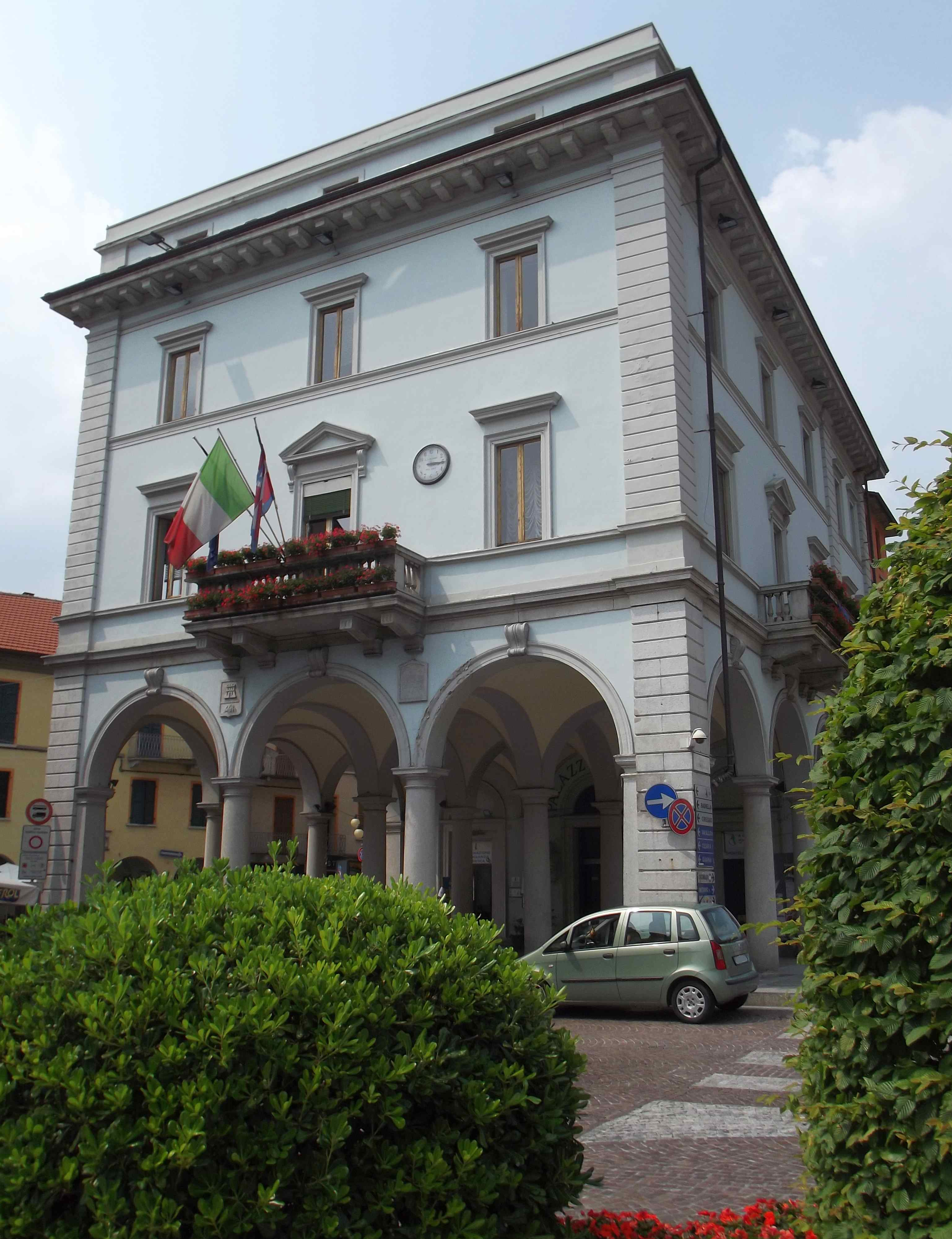
Il municipio

Fra il 1910 e il 1946 Omegna fungeva altresì da capolinea della tranvia Intra-Omegna, che rappresentava un rapido collegamento con il lago Maggiore.
La città è servita dalle autolinee VCO Trasporti, Comazzi, SAF e Nerini.
Da marzo a ottobre è attivo anche il servizio di navigazione pubblica sul lago d'Orta a cura della società Navigazione Lago d'Orta.
In territorio di Omegna si trovano anche due dei cinque impianti di risalita per la pratica dello sci alpino del comprensorio del Mottarone, si tratta delle sciovie La Rossa e Baita Omegna.

## Amministrazione
| Periodo | Periodo   | Primo cittadino        | Partito         | Carica           | Note               |
| ------- | --------- | ---------------------- | --------------- | ---------------- | ------------------ |
| 1985    | 1990      | Alberto Buzio          | PCI             | Sindaco          |                    |
| 1990    | 1991      | Teresio Piazza         | PCI             | Sindaco          |                    |
| 1991    | 1992      | Antonio Quaretta       | DC              | Sindaco          |                    |
| 1992    | 1993      | Salvatore Deriu        | PSDI            | Sindaco          |                    |
| 1994    | 2002      | Teresio Piazza         | centro-sinistra | Sindaco          |                    |
| 2002    | 2007      | Alberto Buzio          | centro-sinistra | Sindaco          |                    |
| 2007    | 2012      | Antonio Quaretta       | centro-destra   | Sindaco          |                    |
| 2012    | 2017      | Maria Adelaide Mellano | centro-sinistra | Sindaco          |                    |
| 2017    | 2022      | Paolo Marchioni        | centro-destra   | Sindaco          |                    |
| 2022    | 2022      | Alberto Soressi        | centro-sinistra | Sindaco          | Deceduto in carica |
| 2022    | 2023      | Mimma Moscatiello      | centro-sinistra | Vicesindaco f.f. |                    |
| 2023    | in carica | Daniele Berio          | centro-sinistra | Sindaco          |                    |

### Gemellaggi
- Lodi 1980
- Pornic 2024

### Altre informazioni amministrative
Omegna fa attualmente parte dell'Unione montana del Cusio e del Mottarone, in passato ha fatto parte della Comunità montana Due Laghi, Cusio Mottarone e Val Strona.

## Sport
Fulgor Basket Omegna: attualmente la più importante realtà sportiva della città che vive il basket come il primo sport cittadino soprattutto dopo la promozione in serie B1 ottenuta nella stagione 2005/06 ai danni dei "cugini" borgomaneresi.
La principale squadra di calcio della città è l'A.S.D. Omegna Calcio 1906 che vanta venti stagioni in Serie C. Suo campo interno è lo stadio della Liberazione.
La locale società canottieri (Canottieri Città di Omegna) ha visto i propri equipaggi ottenere diverse volte titoli italiani nelle rispettive distanze e categorie e uno dei suoi atleti, Alberto Ricchetti, è pure entrato a pieno titolo nella Nazionale Italiana di Canoa oltre che nel Gruppo Sportivo Fiamme Gialle.
L'Omegna Pallavolo annovera anche lei tra le sue ex atlete ben due campionesse del Mondo: Paola Cardullo ed Eleonora Lo Bianco. Dopo un lungo periodo ad alti livelli che ha visto la società giungere a un passo dalla serie A2 di pallavolo femminile, la stessa ha conosciuto un certo declino che l'ha relegata, oramai stabilmente, nelle categorie minori.
Anche l'A.S.D. Omegna Nuoto ha visto in tempi recenti un proprio atleta in Nazionale: il giovane Riccardo De Lucia è infatti entrato nella Nazionale Juniores di nuoto di fondo. L'associazione ha comunque conosciuto negli anni addietro ottimi risultati anche nel nuoto in piscina con diverse partecipazioni ai Campionati Nazionali FIN e ottimi piazzamenti in ambito regionale.
Inoltre Omegna è il paese natale di Andrea Alessi, lo sciatore nautico italiano più medagliato di tutti i tempi e uno degli sportivi più medagliati della storia. Attualmente "Bubu" (questo il suo storico soprannome) è allenatore della Nazionale Italiana di Sci nautico.
Ha ospitato la partenza della prima semitappa della 17ª tappa del Giro d'Italia 1975.

## Emblema
«Troncato: nel 1º di azzurro al castello torricellato di rosso, murato di nero, aperto del campo; nel 2º d'argento, al monte di tre cime di verde, movente dalla punta e caricato della scritta Vemenia in nero e sormontata da una fascia increspata di rosso». Regio Decreto del 30 maggio 1930.
Regio decreto 1934-03-01 Concessione di gonfalone
Regio decreto 1939-06-01 Concessione di titolo di Città.